# Anisaeger
Anisaeger es un género de langostinos fósiles descrito  en la biota Luoping del Triásico medio de China pero también conocido de la biota Guiyang del Triásico Inferior. Incluye dos especies, A. brevirostrus y A. spiniferus.